# Système alimentaire

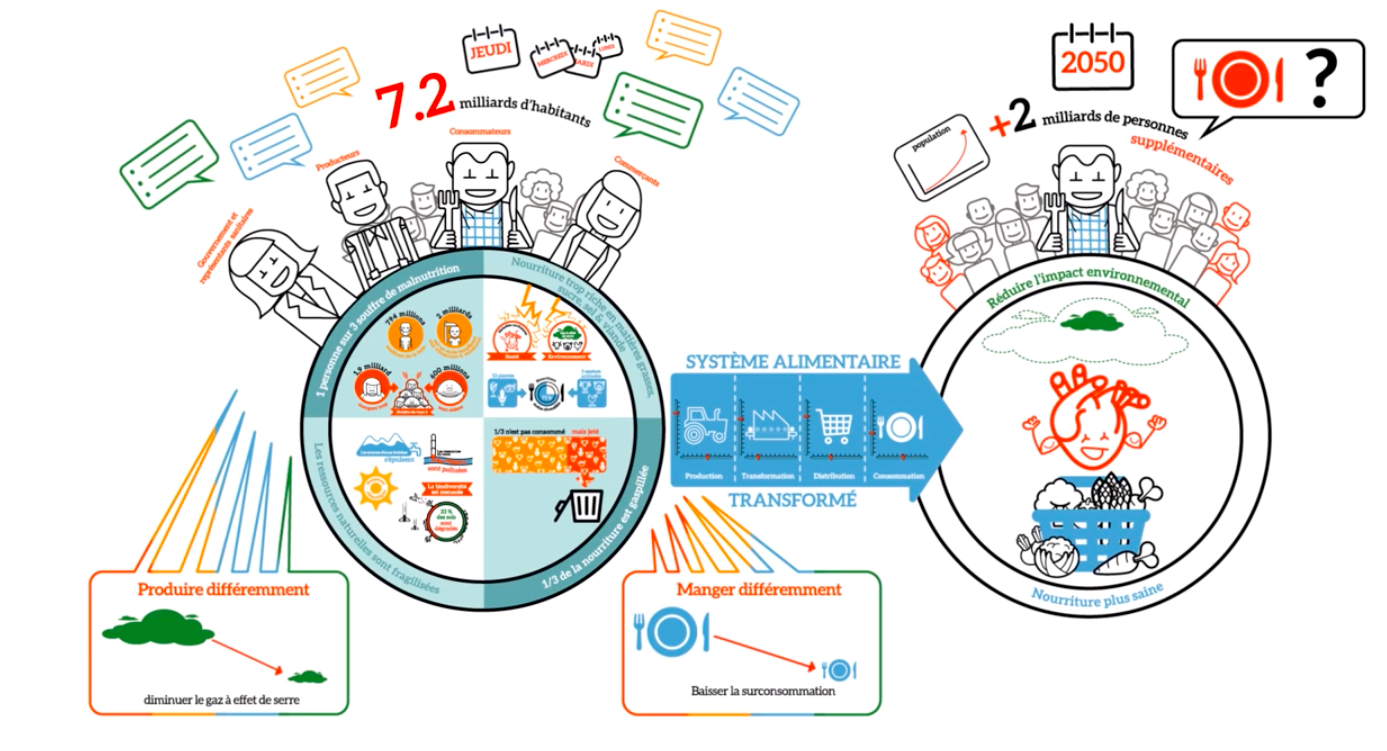
Diagramme représentant la transformation du système alimentaire conventionnel en système alimentaire durable.

Un système alimentaire est un ensemble de processus concernant la nutrition, l'alimentation, la santé, le développement communautaire et l'agriculture. Il comprend tous les processus et infrastructures urbaines impliqués dans l'alimentation d'une population : culture, récolte, transformation, emballage, transport, commercialisation, consommation, distribution alimentaire et élimination des aliments et des articles liés à l'alimentation. Il comprend également les entrées nécessaires et les sorties générées à chacune de ces étapes. Un système alimentaire fonctionne dans des contextes sociaux, politiques, économiques et environnementaux. Il nécessite également des ressources humaines pour fournir la main-d'œuvre, et assurer la recherche et l'éducation. Les systèmes alimentaires sont conventionnels ou alternatifs selon leur modèle de durée de conservation des aliments de la source à l'assiette,,,.

## Système alimentaire conventionnel
Différentes publications scientifiques définissent le système alimentaire conventionnel (SAC) comme « combinant (i) des modes de production rationalisés et standardisés, détachés des contraintes des milieux naturels et fortement utilisateurs d'intrants chimiques, (ii) des circuits de commercialisation mondialisés, (iii) des filières dominées par les grandes entreprises d’agrofourniture, d'agroalimentaire et de distribution et (iv) des modes de consommation peu préoccupés et/ou conscients des conditions de production et de commercialisation ».

## Système alimentaire durable
Le risque de crises systémiques liées au système alimentaire conventionnel a conduit des acteurs locaux à construire des « réseaux agro-alimentaires alternatifs » ou « systèmes alimentaires alternatifs » qui font l'objet d'un champ de recherche depuis les années 1990, concluant à l'urgence de transformer le SAC. La FAO définit le système alimentaire durable (en) (SAD) comme un système « qui assure la sécurité alimentaire et la nutrition pour tous de manière à ne pas compromettre les bases économiques, sociales et environnementales nécessaires pour assurer la sécurité alimentaire et la nutrition des générations futures ».
Cette transformation du SAC en SAD s'inscrit dans les projets de transition du système alimentaire,,,.